# Distrito de Tuensang
Tuensang es un distrito de la India en el estado de Nagaland. Código ISO: IN.NL.TU.
Comprende una superficie de 4228 km².
El centro administrativo es la ciudad de Tuensang.

## Demografía
Según censo 2011 contaba con una población total de 196801 habitantes, de los cuales 94824 eran mujeres y 101977 varones.